# NGC 282
NGC 282 (również PGC 3090) – galaktyka eliptyczna (E), znajdująca się w gwiazdozbiorze Ryb. Odkrył ją Édouard Jean-Marie Stephan 13 października 1879 roku.